# 穆罕默德·哈桑扎德
穆罕默德·哈桑扎德（波斯語：‎，1990年10月6日—），伊朗男子篮球运动员，2008年亞洲U18青年籃球錦標賽金牌得主、2015年亞洲籃球錦標賽铜牌得主、2018年亚洲运动会男子篮球银牌得主。